# Yuan Ye
Yuan Ye (chiń. 袁野; ur. 1 lipca 1979 w Changchunie) – chiński łyżwiarz szybki specjalizujący się w short tracku, brązowy medalista igrzysk olimpijskich, multimedalista mistrzostw świata.
Uczestniczył w zimowych igrzyskach w Nagano, wziął udział w jednej konkurencji – w biegu sztafetowym. Zdobył brązowy medal olimpijski (wraz z nim w sztafecie wystąpili An Yulong, Li Jiajun i Feng Kai). 
Zdobył trzy medale mistrzostw świata (dwa złote w 1999 i 2000 roku oraz jeden brązowy w 1998 roku), złoty medal drużynowych mistrzostw świata w 1999 roku oraz dwa medale zimowych igrzysk azjatyckich (złoty i brązowy w 1999 roku).